# FlatOut
FlatOut lub Flat Out – gra fińskiego studia Bugbear Entertainment wydana w listopadzie 2004, przedstawicielka gatunku wyścigów samochodowych.
Gracz wciela się w kierowcę biorącego udział w dość nietypowych wyścigach samochodowych. Pojazdy występujące w grze to w większości stare amerykańskie muscle cary poddane przeróbkom. Podczas wirtualnych wyścigów często dochodzi do różnych stłuczek i wypadków.
Fiński zespół LAB zyskał popularność dzięki wykorzystaniu ich singla „Beat the Boys” jako soundtrack oraz podkład dźwiękowy intra rozpoczynającego grę.

## Ścieżka dźwiękowa
- Adrenaline – „Adrenaline”
- Adrenaline – „Dead Inside”
- Agent Blue – „Something Else”
- Amplifire – „Drown Together”
- Amplifire – „Heartless”
- Amplifire – „Perfect Goodbyes”
- Central Supply Chain – „FlatOut”
- Central Supply Chain – „Are you ready”
- Central Supply Chain – „The Ever Lasting”
- Circa – „Alive!”
- Deponeye – „Anger Management 101”
- Deponeye – „Tick Tock”
- Full Diesel – „King of Defeat”
- Full Diesel – „No Man's Land”
- Kid Symphony – „Hands on the Money”
- The Killer Barbies – „Baby With Two Heads”
- The Killer Barbies – „Down the Street”
- LAB – „Beat the Boys”
- No Connection – „Burnin”
- No Connection – „Living American”
- No Connection – „Love to Hate to Love”
- Sixer – „The Race”
- Splatterheads – „Fish Biscuit”
- Subroc – „Close the Windows”
- The April Tears – „Little Baby is Coming”
- The Hiss – „Back on the Radio”
- Tokyo Dragons – „Teenage Screamers”
- Whitmore – „Nine Bar Blues”